# Фађолаја I (Пиза)
Фађолаја I је насеље у Италији у округу Пиза, региону Тоскана.
Према процени из 2011. у насељу је живело 15 становника. Насеље се налази на надморској висини од 24 м.